# Daniel Vargas
Daniel Fernando Vargas Campbell (Colón, 24 de noviembre de 1995) es un futbolista panameño que juega como delantero en el Club Deportivo Árabe Unido de la Primera División de Panamá.

## Trayectoria

### Colón C-3 FC
Se formó en las categorías inferiores del Colón C-3 FC y debut con el club en la Liga de Ascenso de Panamá, fue subcampeón del Ascenso LPF Clausura 2016.

### Costa del Este FC
El 6 de julio de 2016 fue anunciado como nuevo jugador del Costa del Este FC. Fue campeón del Ascenso LPF Apertura 2016, jugó en el Ascenso LPF Clausura 2017 en donde llegó hasta semifinales, quedó subcampeón de la Gran Final Primera LNA 2016/2017, salió campeón del Ascenso LPF Apertura 2017, salió campeón del Ascenso LPF Clausura 2018, con estos 2 torneos ganado ascendió a Primera División, debutó con el club en la Primera División de Panamá el 31 de agosto de 2018 en la victoria 1 a 2 contra el San Francisco FC en el Estadio Agustín Muquita Sánchez siendo suplente saliendo a jugar al minuto 65 por Sergio Murillo, salió subcampeón del Torneo Apertura 2018 en donde jugó 3 partidos, salió campeón del Torneo de Copa 2018-2019.

### CD Centenario
A finales de 2018 fue anunciado como nuevo jugador del CD Centenario. Disputó el Ascenso LPF Clausura 2019 en donde llegó hasta semifinales, jugó el Ascenso LPF Apertura 2019.

### Costa del Este FC
El 1 de octubre de 2020 fue anunciado su regreso al Costa del Este FC. Debutó con el club tras su regreso el 24 de octubre de 2020 en la victoria 2 a 1 contra el Sporting SM en el Estadio Agustín Muquita Sánchez en donde fue suplente saliendo a jugar al minuto 85 por Edson Samms, en el Torneo Clausura 2020 jugó 5 partidos llegando hasta semifinales.

### CA Independiente
El 1 de julio de 2021 fue anunciado como nuevo jugador del Club Atlético Independiente de La Chorrera. Debutó con el club el 7 de agosto de 2021 en la derrota 1 a 3 contra el Herrera FC en el Estadio Agustín Muquita Sánchez en donde fue suplente y salió a jugar al minuto 66 por Abdiel Macea, en el Torneo Clausura 2021 en donde jugó 10 partidos y anotó 1 gol en donde llegó hasta playoff.

### Alianza FC
El 21 de enero de 2022 fue anunciado como nuevo jugador del Alianza FC. Debutó con el club el 6 de febrero de 2022 en la victoria 0 a 1 contra el CD Árabe Unido en el Estadio Armando Dely Valdés saliendo de titular jugando hasta el minuto 67, en el Torneo Apertura 2022 solo jugó 2 partidos porque se dio su fichaje al extranjero salió campeón de dicho torneo por disputar esos 2 encuentro.

### Zulia FC
El 16 de febrero de 2022 fue anunciado como nuevo jugador del Zulia FC cedido por el Alianza FC. Debutó con el club en la Primera División de Venezuela el 5 de marzo de 2022 en la derrota 3 a 0 contra el Deportivo Táchira en el Estadio Agustín Tovar siendo suplente y saliendo a jugar en el minuto 75 por Heiderber Ramírez, en la Primera División de Venezuela 2022 jugó 24 partidos y anotó 4 goles.

### Alianza FC
El 31 de diciembre de 2022 fue anunciado su regreso al Alianza FC tras su cesión en Venezuela. Disputó su primer partido tras su regreso el 15 de enero de 2023 en la victoria 0 a 1 contra el Tauro FC en el Estadio Rommel Fernández Gutiérrez siendo titular saliendo al minuto 29 por una lesión, en el Torneo Apertura 2023 jugó 10 partidos y anotó 1 gol, en el Torneo Clausura 2023 jugó 13 partidos y anotó 2 goles llegando hasta semifinales.

### Estudiantes de Mérida
El 9 de enero de 2024 fue anunciado como nuevo jugador de los Estudiantes de Mérida. Debutó con el club el 4 de febrero de 2024 en la derrota 5 a 1 contra el Deportivo Táchira en el Polideportivo de Pueblo Nuevo en donde fue suplente y entró al minuto 64 por Néstor Canelón. En el Torneo Apertura 2024 jugó 4 partidos en donde quedaron en la duodécima posición en la fase Todos contra todos.

### CD Árabe Unido
El 26 de junio de 2024 fue anunciado como nuevo jugador del CD Árabe Unido.

## Clubes
| Club                  | País      | Año       |
| --------------------- | --------- | --------- |
| Colón C-3 FC          | Panamá    | 2016      |
| Costa del Este FC     | Panamá    | 2016-2018 |
| CD Centenario         | Panamá    | 2019-2020 |
| Costa del Este FC     | Panamá    | 2020      |
| CA Independiente      | Panamá    | 2021      |
| Alianza FC            | Panamá    | 2022      |
| Zulia FC              | Venezuela | 2022      |
| Alianza FC            | Panamá    | 2023      |
| Estudiantes de Mérida | Venezuela | 2024      |
| CD Árabe Unido        | Panamá    | 2024-act. |

## Palmarés

### Títulos nacionales
| Título          | Club              | País   | Año     |
| --------------- | ----------------- | ------ | ------- |
| Liga de Ascenso | Costa del Este FC | Panamá | 2016-A  |
| Liga de Ascenso | Costa del Este FC | Panamá | 2017-A  |
| Liga de Ascenso | Costa del Este FC | Panamá | 2018-C  |
| Torneo de Copa  | Costa del Este FC | Panamá | 2018-19 |